# Mutantes e Seus Cometas no País do Baurets
Mutantes e Seus Cometas no País do Baurets é o quinto álbum da banda brasileira Os Mutantes, lançado em 1972. "Bauret" era a gíria usada por Tim Maia para designar um cigarro de maconha. É o último álbum oficial d'Os Mutantes com a vocalista Rita Lee; ainda em 1972, eles lançariam Hoje É o Primeiro Dia do Resto da Sua Vida, mas este seria considerado oficialmente um disco solo da cantora.
O disco teve desempenho ruim nas paradas.

## Faixas
Faixas de Mutantes e Seus Cometas no País do Baurets; autorias conforme fonte
| Lado A |                                                                            |                                                                     |         |  |
| N.º    | Título                                                                     | Compositor(es)                                                      | Duração |  |
| 1.     | "Posso Perder Minha Mulher, Minha Mãe, Desde que Eu Tenha o Rock and Roll" | Arnaldo Baptista / Rita Lee / Liminha                               | 3:45    |  |
| 2.     | "Vida de Cachorro"                                                         | Arnaldo Baptista / Rita Lee / Sérgio Dias                           | 3:15    |  |
| 3.     | "Dune Buggy"                                                               | Arnaldo Baptista / Rita Lee / Sérgio Dias                           | 5:24    |  |
| 4.     | "Cantor de Mambo"                                                          | Arnaldo Baptista / Élcio Decário / Rita Lee                         | 4:35    |  |
| 5.     | "Beijo Exagerado" "Todo Mundo Pastou"                                      | Arnaldo Baptista / Rita Lee / Sérgio Dias Ismar S. Andrade "Bororó" | 4:50    |  |

| Lado B         |                                              |                                 |         |  |
| N.º            | Título                                       | Compositor(es)                  | Duração |  |
| 6.             | "Balada do Louco"                            | Arnaldo Baptista / Rita Lee     | 4:00    |  |
| 7.             | "A Hora e a Vez do Cabelo Nascer"            | Mutantes /Liminha               | 3:32    |  |
| 8.             | "Rua Augusta"                                | Hervé Cordovil                  | 4:05    |  |
| 9.             | "Mutantes e Seus Cometas no País do Baurets" | Mutantes / Dinho Leme / Liminha | 9:55    |  |
| 10.            | "Todo Mundo Pastou II"                       | Ismar S. Andrade "Bororó"       | 2:24    |  |
| Duração total: | Duração total:                               | Duração total:                  | 45:45   |  |

## Músicos
Fonte:
- Arnaldo Baptista: teclados, vocais
- Rita Lee: vocais, teclados
- Sérgio Dias:  guitarras, vocais, cítara, violão de 12 cordas em "Vida de Cachorro"
- Liminha: baixo, vocal de apoio
- Dinho Leme: bateria

## Recepção
| Críticas profissionais | Críticas profissionais   |
| Avaliações da crítica  | Avaliações da crítica    |
| Fonte                  | Avaliação                |
| ---------------------- | ------------------------ |
| Allmusic               | «link». www.allmusic.com |